# Charlotte Schwab
Charlotte Schwab (ur. 17 grudnia 1952 w Bazylei) – szwajcarska aktorka teatralna, telewizyjna i filmowa z niemieckojęzycznej części kraju. Najbardziej znana z roli szefowej Anny Engelhardt w niemieckim serialu RTL Kobra – oddział specjalny. Występowała w nim w latach 1997–2008 i gościnnie dwukrotnie w 2016. 
Studiowała w Konservatorium für Musik und Schauspiel w Bernie. Pracowała jako telefonistka w szwajcarskiej poczcie. W 1974 otrzymała angaż w teatrze w Trewirze. Następnie występowała w teatrach: Theater Darmstadt (1975) i Düsseldorfer Schauspielhaus w Düsseldorfie (1976–1980), w Bernie (1980), Schaubühne w Berlinie (1981), Schauspielhaus w Bochum, Schauspielhaus Zürich w Zurychu i Thalia Theater w Hamburgu. W latach 1977–1978 magazyn „Theater heute” przyznał jej tytuł aktorki roku.
28 lipca 1992 wystąpiła w roli Gospodyni, w inscenizacji Wesela Stanisława Wyspiańskiego, reżyserowanej przez Andrzeja Wajdę na Festiwalu w Salzburgu.
Była żoną austriackiego aktora Petera Simonischka, z którym ma syna Maximiliana (ur. 19 października 1982). Poślubiła Svena-Erica Bechtolfa, z którym ma syna Hansa. Osiedliła się w Hamburgu.